# Elytrimitatrix nearnsi
Elytrimitatrix nearnsi là một loài bọ cánh cứng trong họ Cerambycidae.